# James Henry Emerton
James Henry Emerton (Salem (Massachusetts), 31 maart 1847 - Wayland (Massachusetts), 5 december 1931) was een Amerikaans arachnoloog en illustrator.

## Biografie
De jonge Emerton had veel belangstelling voor de natuur en een talent voor tekenen. Als tiener bezocht hij vaak het museum van het Essex Institute in Salem. Daar leerde hij natuurwetenschappers kennen waaronder Alpheus Spring Packard, Frederic Ward Putnam, Caleb Cooke en anderen. Hij werd een bekwaam tekenaar van natuurwetenschappelijke onderwerpen en werkte als illustrator voor diverse auteurs; zo maakte hij tekeningen voor Guide to the Study of Insects (1869) van A. S. Packard en The Ferns of North America (1879) van Daniel Cady Eaton.
Hij was een autodidact en werd een autoriteit op het gebied van spinnen. Hij verzamelde vooral spinnen uit New England en ontdekte rond de 350 nieuwe soorten.
In 1870 werd hij lid van de Boston Society of Natural History. In 1875-1876 verbleef hij in Europa, waar hij ook spinnen verzamelde en kennismaakte met Europese arachnologen.
In 1878 werd hij curator in het museum van de Peabody Academy of Science in Salem. Rond 1880 werd hij assistent van professor Addison Emery Verrill aan de Yale-universiteit. Daar maakte hij onder meer modellen uit papier-maché, waaronder die van een octopus en reuzeninktvis in het museum van de Yale-universiteit.
In 1878 schreef hij The Structure and Habits of Spiders en in 1902 Common Spiders of the United States. In 1880 verscheen zijn Life on the seashore: or, Animals of our coasts and bays. Hij publiceerde ook talrijke artikels over de taxonomie en de verspreiding van spinnen van New England in de periode van 1882 tot 1915.
Hij bleef ook op latere leeftijd actief; in de periode 1927-1930 verzamelde hij nog de spinnen van Nantucket.

## Soorten naar hem vernoemd
Onder de taxa die naar hem werden vernoemd, zijn:
- het geslacht Emertonia Wilson, 1932 (eenoogkreeftjes)
- Autolytus emertoni Verrill, 1881 (borstelworm)

en de slakken
- Gymnobela emertoni Verrill & Smith, 1884
- Pleurotomella emertonii Verrill & Smith, 1884
- Turbonilla emertoni Verrill, 1882
- Polycerella emertoni Verrill, 1881